# Rose de Schelfhout
'Rose de Schelfhout' est un cultivar de rose ancienne obtenu en 1840 par Louis Parmentier. Elle est baptisée en hommage au peintre Andreas Schelfhout.

## Description
Cet hybride de Rosa gallica présente en juin-juillet de belles fleurs très doubles rose pâle délicatement parfumées, mesurant environ 7 cm de diamètre. Leur aspect délicieusement bouillonné est fort prisé des amateurs de roses anciennes. 
Son buisson érigé et très fourni peut s'élever à 120 cm - 150 cm. Le feuillage est vert clair. Ce rosier est très résistant aux maladies et supporte des hivers à -25°.
On peut l'admirer notamment à l'Europa-Rosarium de Sangerhausen et à la roseraie de Commer. Elle est fort appréciée dans les pays du Nord et en Russie.